# Дубакино (Зубцовский район)
Дубакино  — опустевшая деревня в Зубцовском районе Тверской области. Входит в состав Зубцовского сельского поселения.

## География
Находится в южной части Тверской области на расстоянии приблизительно 8 км на северо-запад по прямой от районного центра города Зубцов.

## История
Деревня была отмечена еще на карте 1825 года. В 1859 году здесь (деревня Зубцовского уезда Тверской губернии) было учтено 6 дворов, в 1941 — 27.

## Население
Численность населения: 69 человек (1859 год), 0 как в 2002 году, так и в 2010.